# Andes fuscipennis
Andes fuscipennis är en insektsart som beskrevs av Van Stalle 1983. Andes fuscipennis ingår i släktet Andes och familjen kilstritar. Inga underarter finns listade i Catalogue of Life.